# 2-Metil-pentano
2-Metil-pentano ou iso-hexano é um isômero, que pode ser obtido a partir de uma reforma catalítica do hexano. Pode contribur para um melhor desempenho na queima da gasolina no motor.